# 85119 Hannieschaft
85119 Hannieschaft este o planetă minoră (asteroid) din Mars-crossing asteroid⁠(d). A fost descoperită pe 15 septembrie 1972 la Observatorul Palomar de Tom Gehrels și a fost numită după Hannie Schaft. 
Obiectul prezintă o orbită caracterizată de o semiaxă mare de 1,9212524607446 UAi, o excentricitate de 0,14, o înclinație de 19,8 ° în raport cu ecliptica.